# Cyrtodactylus annandalei
Cyrtodactylus annandalei este o specie de șopârle din genul Cyrtodactylus, familia Gekkonidae, ordinul Squamata, descrisă de Rudolf Bauer în anul 2003. Conform Catalogue of Life specia Cyrtodactylus annandalei nu are subspecii cunoscute.